# Veine cystique
Lorsqu'elle est présente, la veine cystique (ou veine cystique inférieure, veine cystique superficielle) draine le sang de la vésicule biliaire et, accompagnant le canal cystique, se termine généralement dans la branche droite de la veine porte ou dans sa partie antérieure. Elle n'est généralement pas présente et le sang s'écoule par de petites veines du lit de la vésicule biliaire directement dans le parenchyme du foie. 